# لائورا کئوسایان
لائورا کئوسایان (ارمنی: Լաուրա Դավթի Քեոսայան؛  ۸ فوریهٔ ۱۹۸۲) یک بازیگر اهل ارمنستان بود. وی بین سال‌های - تا - میلادی فعالیت می‌کرد.

## زندگی‌نامه
وی در ۸ فوریه ۱۹۸۲ در مسکو به دنیا آمد وی نوه ادموند کئوسیان و لائورا گئورگیان دختر داویت کئوسیان می‌باشد. 